# Impiccamento

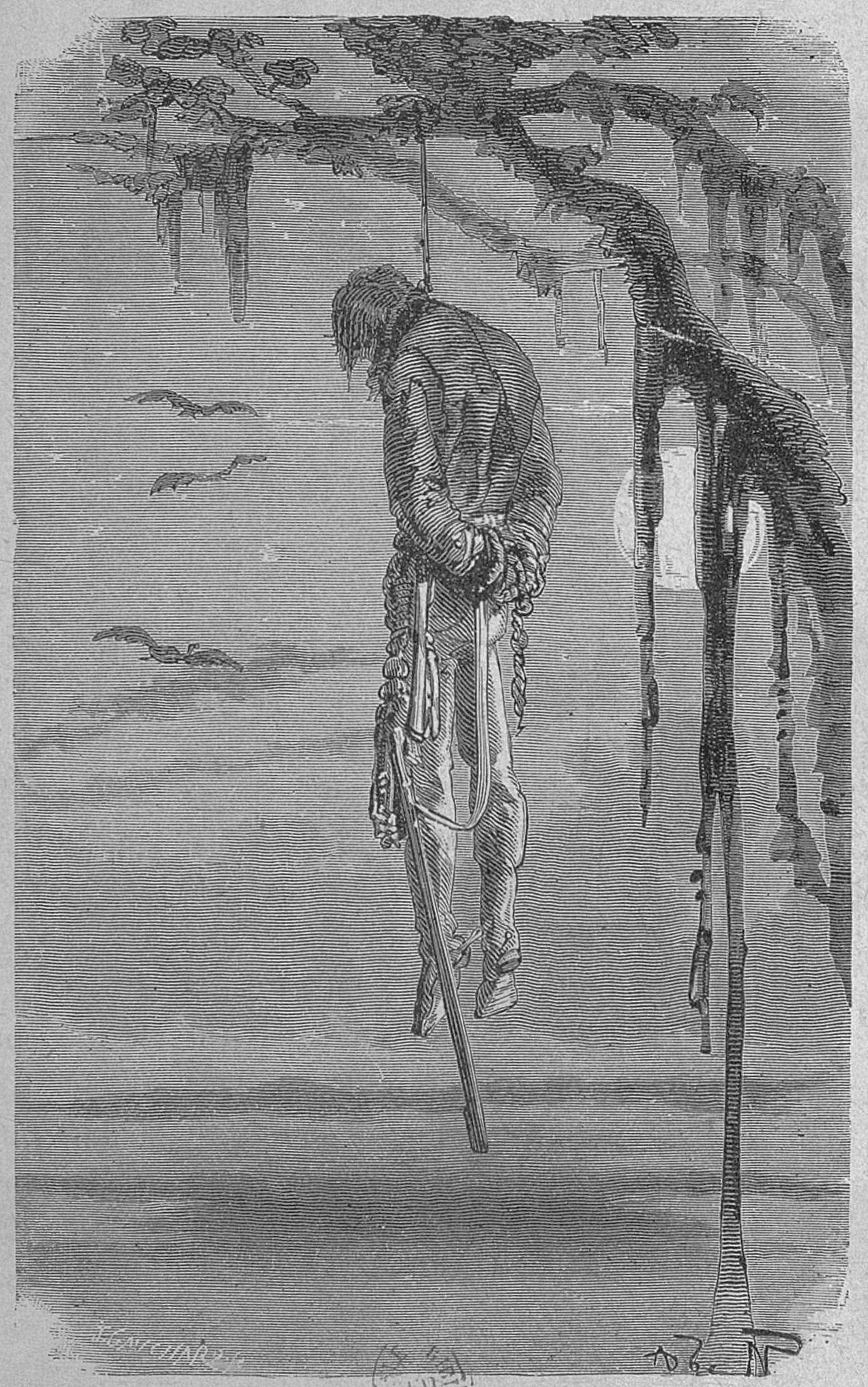
Raffigurazione di un impiccamento (illustrazione del pittore francese Alphonse de Neuville per Les Aventures du capitaine Corcoran, 1867)

L'impiccamento è una causa di morte asfittica consistente in un trauma meccanico che impedisce la respirazione; il trauma è provocato da un laccio che stringe il collo a causa della caduta e conseguente sospensione del corpo dovuta alla forza di gravità.
La morte per impiccamento viene inflitta come esecuzione capitale, e l'atto prende allora il nome di impiccagione (impiccamento giudiziario). Rispetto a quest'ultima l'impiccamento è nozione più ampia perché può essere attuato anche per omicidio e suicidio, o avvenire per incidente.
Le scienze forensi studiano le caratteristiche (in medicina i segni) dell'impiccamento ai fini della ricostruzione dei fatti di reato, per distinguerlo da altre cause di morte asfittica (in particolare lo strangolamento, che difficilmente può essere autoinflitto o accidentale) o da ipotesi di suicidio simulato come la sospensione di cadavere (impiccamento simulato).

## Tipologia
L'impiccamento si attua introducendo il collo nell'ansa di un laccio di vario materiale, creata da un nodo scorsoio (cappio nelle esecuzioni capitali) o anche fisso. Si dice tipico allorché il nodo è collocato sul lato della nuca; atipico se invece ricade in posizione anteriore o laterale. Il grado di sospensione distingue tra impiccamento completo, quando il corpo ricade nel vuoto e il suo peso grava interamente sul collo, e incompleto, quando invece è in parte adagiato su una superficie atta a sorreggerlo.

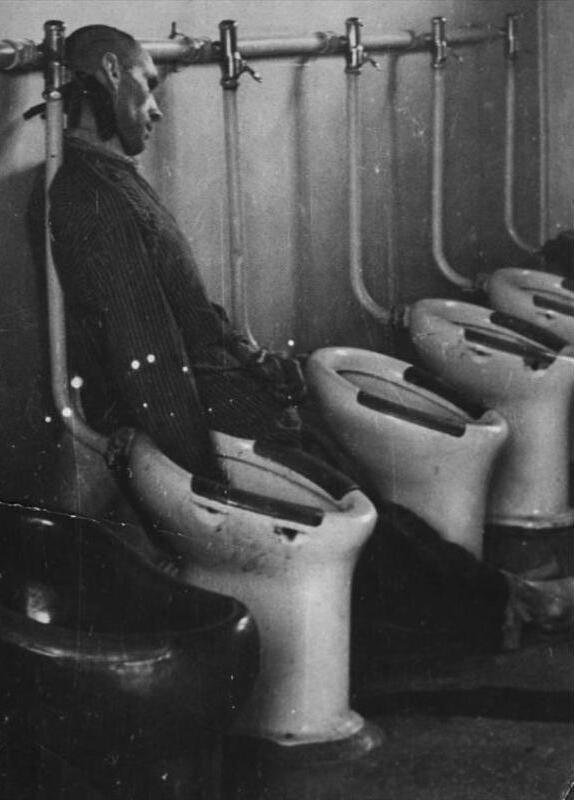
Impiccamento tipico e incompleto di un prigioniero nelle latrine del lager di Mauthausen

In quest'ultimo caso la sospensione parziale non pregiudica l'asfissia, ma l'azione meccanica si produce spostando il baricentro del corpo, che ricade in posizioni diverse a seconda del posizionamento del nodo.

## Diagnosi
La diagnosi di impiccamento è spesso indizio di volontà suicida, e in genere sono segni ulteriori a suggerire invece l'omicidio (ad esempio il rilevamento tossicologico di stupefacenti o alcolici somministrati per inibire la resistenza alla vittima, oppure l'individuazione di legature alle mani). Esistono comunque casi di impiccamento accidentale prodotto nel corso di pratiche sessuali (asfissia erotica), giochi infantili o rappresentazioni teatrali.
Segno tipico dell'impiccamento è il solco tracciato dal laccio intorno al collo, le cui caratteristiche dipendono dal materiale usato e la cui posizione coincide con quella del laccio. Il solco si produce comunque obliquo, incompleto e disomogeneo per profondità a causa della sospensione, e può presentare al suo interno piccole emorragie ed ecchimosi dovute allo sfregamento del laccio sui tessuti. L'azione violenta del laccio può provocare la frattura dell'osso ioide. Altri segni sono la cianosi o il pallore del volto, secondo i casi, la protrusione della lingua e, nelle vittime di sesso maschile, l'erezione del pene e un'apparente eiaculazione simulata da spermatorrea.
Se l'impiccamento è completo e il corpo resta sospeso un tempo sufficiente alla loro formazione, le macchie ipostatiche si producono alle estremità degli arti (ipostasi a guanto e a calzino).

### Diagnosi differenziale
Nel distinguere tra casi di suicidio e di omicidio è spesso decisiva la diagnosi differenziale tra l'impiccamento, da un lato, e lo strangolamento o la sospensione di cadavere, dall'altro.
Lo strangolamento, che solo rarissimamente avviene per suicidio o incidente, presenta come segno tipico un solco analogo a quello prodotto dall'impiccamento, ma distinto da quest'ultimo per la direzione (che è tipicamente perpendicolare all'asse del collo e non obliqua) e per la continuità, che non ha soluzione. Questi caratteri sono prodotti dall'applicazione del laccio tutt'intorno alla superficie del collo e dalla pressione su di esso esercitata in modo uniforme.
La sospensione di cadavere consiste nell'impiccamento simulato dopo la morte della vittima o per altre cause. Salvo l'ipotesi di strangolamento, potranno denunciare una sospensione di cadavere le caratteristiche del solco, che presenteranno microlesioni non vitali, a differenza di quelle causate dall'impiccamento all'organismo vivente.

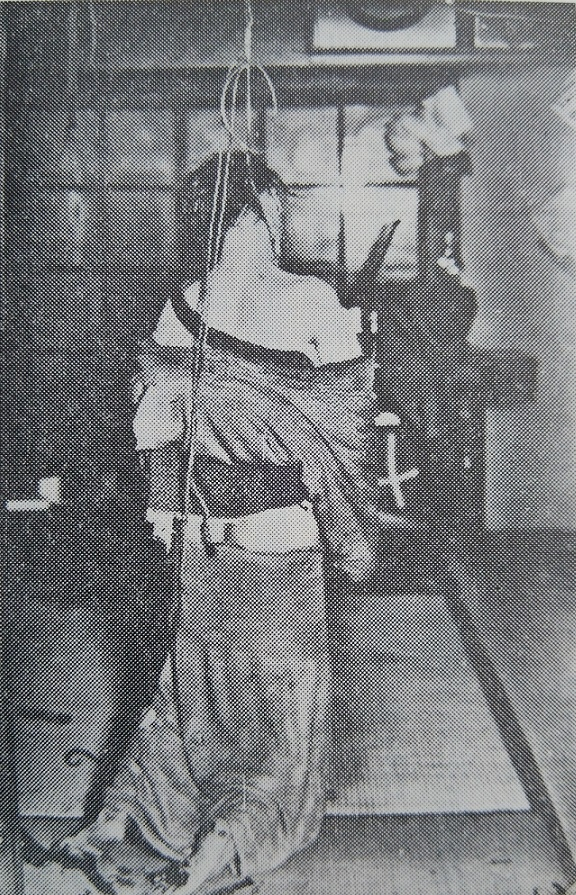
Sospensione di cadavere che simula un impiccamento tipico e incompleto

## Prognosi
L'impiccamento determina un'asfissia di tipo meccanico, poiché agisce solo indirettamente sull'apparato respiratorio attraverso la compressione violenta delle strutture del collo. L'effetto si produce per occlusione delle vie aeree dovuto alla sollevazione e all'arretramento dell'osso ioide e della base della lingua. L'asfissia e la conseguente agonia danno luogo alle tipiche convulsioni agli arti inferiori.
Il meccanismo letale è tuttavia complesso e influenzato dalle modalità concrete del trauma, poiché all'asfissia si sommano fattori circolatori e nervosi. In particolare la compressione delle carotidi e delle giugulari è responsabile della perdita di coscienza da ipossia cerebrale, mentre lo stiramento del vago e la stimolazione dei barocettori carotidei inducono l'arresto del cuore.
Se non è più rapida per gli altri fattori, la morte segue nel giro di pochi minuti a causa dell'asfissia, cosicché la deposizione del corpo (impiccamento interrotto) eseguita in tempi rapidi può consentire la sopravvivenza. Quando il tentato impiccamento fallisce, il trauma al collo può produrre postumi come disfagia, polmonite, congestione polmonare, disturbi psichici organici.
L'esecuzione capitale attuata per impiccamento completo e atipico, con il nodo scorsoio in posizione anteriore, può provocare morte istantanea per lussazione atlantoepistrofea e conseguente compressione del midollo, purché il corpo del condannato acquisti sufficiente energia cinetica nella caduta.

## Epidemiologia
L'impiccamento è il metodo di suicidio più usato, tanto nelle società primitive e preindustriali quanto nel mondo moderno: da un'indagine condotta dall'OMS in 56 paesi nel 2008, risulta impiegato nel 53% dei suicidi maschili e nel 39% di quelli femminili.
Nell'ambito dei primi, nei tardi anni 1990 e nei primi anni 2000 esso prevale, tra i vari metodi, nell'insieme dei paesi esaminati, con percentuali elevate fino a oltre il 91% in Polonia e Lituania; in alcuni paesi sudamericani (Nicaragua, Perù, El Salvador) è tuttavia secondo all'intossicazione da pesticidi. La prevalenza è evidente anche nei suicidi femminili, sebbene in molti paesi tendano a essere preferite varie forme di avvelenamento. Negli Stati Uniti, dove l'alta disponibilità delle armi da fuoco favorisce il ricorso alle stesse, l'impiccamento è il secondo metodo di suicidio più usato da uomini e donne.
Circa la posizione e la sospensione del corpo, l'impiccamento per suicidio è raramente tipico e completo. Più spesso la vittima poggia i piedi a terra, come nel modo che caratterizzò e rese sospetto il suicidio del IX principe di Condé.